# Harpiola grisea
Harpiola grisea es una especie de murciélago de la familia Vespertilionidae.

## Distribución geográfica
Es endémica de la India.